# 陈庆之
陳慶之（484年—539年），字子雲，義興郡国山县（今江蘇省宜興市）人，中國南北朝南朝梁武將。

## 生平
幼隨從梁武帝。從梁武帝東下平建鄴，稍為主書。期間散盡錢財，招集將士，常想有一天能為朝廷效力。除奉朝請。
普通中，北魏徐州刺史元法僧於彭城求入內附，以陳慶之為武威將軍，與胡龍牙、成景儁率諸軍應接。還除宣猛將軍、文德主帥，仍率軍二千，送豫章王蕭綜入鎮徐州。北魏遣安豐王元延明、臨淮王元彧率眾二萬來拒，屯據陟□。延明先遣其別將丘大千築壘潯梁，觀兵近境。陳慶之進逼其壘，魏軍一鼓便潰。後豫章王蕭綜棄軍奔魏，眾皆潰散，諸將莫能制止，陳慶之乃斬關夜退，軍士得全。
普通七年（526年），安西將軍元樹出征壽春，陳慶之為假節、總知軍事。北魏豫州刺史李憲遣其子李長鈞築兩城以拒之，陳慶之攻拔兩城。李憲力屈而降，陳慶之入據其城。轉東宮直閤，賜爵關中侯。
大通元年（527年），隸領軍曹仲宗伐渦陽（今安徽蒙城）。北魏遣征南將軍常山王元昭等率馬步十五萬來援，前軍至駝澗，去渦陽四十里。陳慶之欲前往迎戰，但韋放認為：「敵人的前鋒部隊必然是精銳部隊，如果和他們戰鬥中勝利，也不足以成為功績，相反，如果戰鬥失利的話必然給我軍士氣造成不利影響，這就是兵法上所說的以逸待勞，不如別去攻擊」。陳慶之卻說：「魏人從遠方而來。現在已經疲憊不堪。他們離我軍那麼遠，必定對我軍不會有疑心，趁他們隊伍還未整齊，人員還沒聚集，應當挫其銳氣，出其不意，沒有不勝利的理由，況且我聽說敵人的營寨附近，樹林非常的茂盛，所以他們一定不會夜出，各位如果存在顧慮，那就讓我獨自領兵攻打他們吧。」於是與麾下二百騎奔擊，破其前軍，魏人震恐。陳慶之乃還與諸將連營西進，據渦陽城，與魏軍相持。自春至冬，交戰上百次，師老氣衰。北魏援兵又想要築壘於梁軍後面。曹仲宗等恐腹背受敵，欲撤軍。陳慶之立節仗於軍門說：「我們來到這裡，已經過了一年了。耗費的軍糧兵器巨大。士兵們沒有戰意，都想著退兵，怎麼是為了功名？只是為了聚集在一起搶劫而已。我聽說過置之死地而後生，需要等到敵人聚集到一起然後與之戰鬥。你們想要班師，我另有密詔，你們想要班師違反密詔的話，便依據密詔處罰。」曹仲宗聽從。魏人掎角作十三城，陳慶之銜枚夜出，陷其四壘，渦陽城主王緯乞降。其餘九城，兵甲猶盛。乃排列俘馘，鼓噪而攻，遂大奔潰，梁軍乘勢追擊，大敗魏軍，俘斬甚眾，渦水為之斷流，又降城中男女三萬餘口。梁武帝詔令以渦陽之地設置西徐州。梁軍又乘勝進至城父。梁武帝嘉勉，賜陳慶之手詔說：「本非將種，又非豪家，觖望風雲，以至於此。可深思奇略，善克令終。開朱門而待賓，揚聲名於竹帛，豈非大丈夫哉！」

### 护送元顥還北
大通初，北魏北海王元顥以本朝大亂投降南朝梁，求立為魏主。梁武帝接納，以陳慶之為假節、飈勇將軍，送元顥還北。元顥於渙水即皇帝位，授陳慶之使持節、鎮北將軍、護軍、前軍大都督，發自銍縣，進拔滎城，遂至睢陽。魏將丘大千有眾七萬，分築九城以相拒。陳慶之攻擊，自旦至申，陷其三壘，丘大千投降。時魏征東將軍濟陰王元暉業率羽林庶子二萬人來救梁、宋，進屯考城（今河南民權東北），城四面環水，守備嚴固。陳慶之命在水面築壘，攻陷其城，生擒元暉業，獲租車七千八百輛。梁軍直趨大梁，所過之處，魏軍望風而降。元顥進陳慶之衞將軍、徐州刺史、武都公。仍率眾而西。
北魏左僕射楊昱、西河王元悰、撫軍將軍元顯恭率御仗羽林宗子庶子眾凡七萬，據滎陽（今屬河南）拒元顥。魏兵精強，城又險固，陳慶之未能攻下。時魏將元天穆大軍將至，先遣其驃騎將軍爾朱吐沒兒領胡騎五千，騎將魯安領夏州步騎九千，援楊昱；又遣右僕射尒朱世隆、西荊州刺史王羆騎一萬，據虎牢（今滎陽西北汜水鎮）。元天穆、爾朱吐沒兒前後繼至，旗鼓相望。這時滎陽還沒攻下，梁軍將士都感到恐慌，陳慶之解下馬鞍餵馬，對將士們說：「我們到這裡以來，屠城略地，實在不少；你們殺了無數的平民。元天穆的士兵與我們都是仇敵。我們只有七千人，敵人有三十餘萬，在這種情況下，他們理當不會讓我們生存。我們不能和敵人的騎兵在平原上交鋒，應該攻破他們的城壘，各位別自相猜疑，免得死在戰場。」一次擊鼓，梁軍便全部都登上城牆。壯士東陽宋景休、義興魚天湣首先登上城牆，於是攻佔滎陽。不久，魏軍圍城，陳慶之率騎兵三千背城而戰擊破，魯安在陣前投降，元天穆、爾朱吐沒兒都單騎逃跑。陳慶之收繳滎陽的儲備，牛馬穀帛不可勝計。進赴虎牢，爾朱世隆棄城走。北魏孝莊帝元子攸恐懼，奔并州。北魏臨淮王元彧、安豐王元延明率百僚備法駕迎元顥入洛陽宮。元顥改元大赦，以陳慶之為侍中、車騎大將軍、左光祿大夫，增邑萬戶。
北魏大將軍上黨王元天穆、王老生、李叔仁又率眾四萬，攻陷大梁，分遣王老生、費穆兵二萬，據虎牢，刁宣、刁雙入梁、宋，陳慶之率軍掩襲，魏軍皆降。元天穆與十餘騎北渡黃河。梁武帝復賜手詔嘉勉。陳慶之麾下悉著白袍，所向披靡。所以洛陽童謠云：「名師大將莫自牢，千兵萬馬避白袍。」自發銍縣至于洛陽十四個月，平三十二城，四十七戰，所向無敵。
北魏將爾朱榮、爾朱世隆、元天穆、爾朱兆等眾號百萬，挾孝莊帝來攻元顥。元顥據洛陽六十五日，凡所得城一時歸魏，陳慶之渡黃河守北中郎城。三日十一戰，傷殺甚眾。爾朱榮將撤退，時有善天文人劉靈助跟爾朱榮說：「不出十日，河南大定。」爾朱榮與元顥戰於河橋。元顥大敗，走至臨潁被擒，洛陽復入北魏。陳慶之馬步數千結陣東反(返)，爾朱榮親自來追，軍人死散。陳慶之化妝為僧人行至豫州，州人程道雍等潛送出汝陰。南朝梁仍以功除右衞將軍，封永興縣侯，邑一千五百戶。

### 之后的军事活动
陳慶之持節、都督緣淮諸軍事、奮武將軍、北兗州刺史。時有僧強自稱為帝，土豪蔡伯龍起兵響應。眾至三萬，攻陷北徐州，濟陰太守楊起文棄城走，鍾離太守單希寶被殺，陳慶之討平。斬蔡伯龍、僧強，傳其首。
中大通二年，除都督南北司西豫豫四州諸軍事、南北司二州刺史，餘並如故。陳慶之至鎮，遂圍懸瓠。破魏潁州刺史婁起、揚州刺史是云寶於溱水，又破行臺孫騰、大都督侯進、豫州刺史堯雄、梁州刺史司馬恭於楚城。罷義陽鎮兵，停水陸轉運，江湖諸州並得休息。開田六千頃，二年之後，倉廩充實。梁武帝經常嘉獎。同時又表請精簡南司州為安陸郡，置上明郡。
大同二年（536年），東魏遣將侯景率眾七萬寇楚州，刺史桓和陷沒，侯景乘勝進軍淮上，並寫了信勸陳慶之投降。梁武帝遣湘潭侯萧退、右卫将军夏侯夔等增援，軍至黎漿，陳慶之已擊破侯景。時值大雪，侯景棄輜重而逃，陳慶之則收其輜重而還，進號仁威將軍。同年，豫州饑荒，陳慶之開倉濟民，使大部分災民得以度過饑荒。州民李昇等八百人表請樹碑頌德，梁武帝下詔批准。

### 死亡
大同五年（539年）十月，卒，時年五十六。贈散騎常侍、左衞將軍，鼓吹一部。諡曰武。詔令義興郡發五百丁會喪。

## 家庭
- 長子陳昭
- 五子陳昕，字君章
- 少子陳暄
- 孙陈秀，陈暄兄子

## 性格特徵
陳慶之性格祗慎，每次奉詔，都要洗沐拜受；生活儉樸，只穿素衣，而且不好絲竹；射不穿札、不善騎馬，而善撫軍士，能得其死力。
陳慶之自幼跟隨梁武帝。梁武帝酷愛圍棋，經常通宵達旦地和人對弈，其他人都會筋疲力竭，唯獨陳慶之特別旺盛，只要梁武帝想下棋，隨叫隨到，甚得梁武帝歡心。

## 評價
毛澤東對《南史·陳慶之傳》一讀再讀，對傳內許多處又圈又點，劃滿重線，並批註：“再讀此傳，為之神往”。
《梁書》：「陳慶之有將略，戰勝攻取，蓋頗、牧、衛、霍之亞歟。慶之警悟，早侍高祖，既預舊恩，加之謹肅，蟬冕組佩，亦一世之榮矣。」
《南史》：「陳慶之初同燕雀之遊，終懷鴻鵠之志，及乎一見任委，長驅伊、洛。前無強陣，攻靡堅城，雖南風不競，晚致傾覆，其所克捷，亦足稱之。」
有学者认为：《梁书》和《南史》有夸大成分。关于陈庆之的事迹应当和《魏书》对照看。

## 延伸阅读
[在维基数据编辑]
 《梁書·卷32》，出自姚思廉《梁書》
 《南史/卷61》，出自李延壽《南史》